# イロイロ州

イロイロ州

イロイロ州（イロイロしゅう、Province of Iloilo）は、フィリピン中部ビサヤ諸島3地域内の州である。西ビサヤ地方（Western Visayas, Region VI）に属している。パナイ島の南半分を占め、北にアンティーケ州、カピス州と接し、南側にイロイロ海峡を挟んでギマラス州、ギマラス海峡を挟んでネグロス・オクシデンタル州がある。面積は4,719.4km2、人口は1,925,002人（2000年）、州都は西ビサヤ地方の中心都市でもあるイロイロ市である。